# Дикњићи
Дикњићи су насељено мјесто у општини Вареш, Босна и Херцеговина.

## Становништво
|             | 2013.       | 1991.        |
| Укупно      | 14 (100,0%) | 147 (100,0%) |
| Хрвати      | 13 (92,86%) | 138 (93,88%) |
| Бошњаци     | 1 (7,143%)  | 4 (2,721%)1  |
| Југословени | –           | 4 (2,721%)   |
| Остали      | –           | 1 (0,680%)   |
| Срби        | –           | 0 (0,000%)   |

1. 1 На пописима од 1971. до 1991. Бошњаци су пописивани углавном као Муслимани.